# (8223) Bradshaw
(8223) Bradshaw  es un asteroide perteneciente al cinturón de asteroides, descubierto el 6 de agosto de 1996 por Paul G. Comba desde el Observatorio de Prescott, en Estados Unidos.

## Designación y nombre
Bradshaw se designó inicialmente como 1996 PD.
Más adelante fue nombrado en honor a los montes Bradshaw, situados al sur de Prescott, Arizona.

## Características orbitales
Bradshaw orbita a una distancia media del Sol de 2,7354 ua, pudiendo acercarse hasta 2,1099 ua y alejarse hasta 3,3609 ua. Tiene una excentricidad de 0,2286 y una inclinación orbital de 9,5059° grados. Emplea en completar una órbita alrededor del Sol 1652 días.

## Características físicas
Su magnitud absoluta es 13,5. Tiene 9,237 km de diámetro. Su albedo se estima en 0,116. El valor de su periodo de rotación es de 9,4085 h.